# Дудиков, Евгений Сергеевич
Евгений Сергеевич Дудиков (11 марта 1987, Саратов, СССР) — российский футболист, защитник.

## Биография
Воспитанник саратовского «Сокура». Взрослую карьеру начал в ФК «Салют» (Саратов). В дальнейшем выступал за ряд команд второго дивизиона.
В 2009 году в течение трех месяцев находился в Узбекистане, где играл за «Динамо» Самарканд, принял участие в трех матчах команды в Высшей лиге.
Вернувшись в Россию, играл за «Нару-ШБФР», саратовский «Сокол», иркутский «Байкал» и рязанскую «Звезду». В сезоне 2011/12, выступая за «Байкал», забил 12 голов и стал лучшим бомбардиром команды.
В 2014/2015 был в ФНЛ в составе «Сахалина». В июне 2016 года подписал контракт с ивановским «Текстильщиком». Дебютировал за новую команду в матч Кубка России против «Динамо-СТАРТ» Кострома. В конце мая 2017 года вернулся в «Сокол».
Летом 2019 года перешел в ФК «Акрон» (Тольятти).

## Достижения
- Серебряный призёр второго дивизиона зоны «Восток» (1): 2015/2016.